# Eugenio Martín Márquez
Eugenio Martín Márquez (Ceuta, 15 de mayo de 1925 - Madrid, 23 de enero de 2023) fue un guionista y director de cine español.

## Biografía
Estudió Derecho en la Universidad de Granada, al tiempo que colaboraba en distintas revistas universitarias con poemas y críticas. Durante este tiempo, dirigió el "Cine-Club" universitario. Estudió Dirección en el IIEC, y realizó varios cortos. Fue ayudante de dirección de Guy Hamilton, Michael Anderson, Nathan Juran, Jack Sher o Nicholas Ray. E incluso llegó a cultivar el subgénero del spaghetti western, realizó algunas co-direcciones junto al también director español José Luis Merino.
Entre sus películas hay que destacar: Las Leandras con Rocío Dúrcal; La vida sigue igual, protagonizada por Julio Iglesias; La chica del Molino Rojo, última película musical de Marisol; El hombre de Río Malo (1971), con James Mason, Lee van Cleef y Gina Lollobrigida; y Pánico en el Transiberiano, ambiciosa producción con un reparto encabezado por Christopher Lee, Peter Cushing, Telly Savalas, Alberto de Mendoza, Silvia Tortosa...
Como curiosidad cabe destacar que algunas de sus películas las dirigió bajo el pseudónimo de "Gene Martin".

## Filmografía

### Dirección y guion
- Despedida de soltero (1961)
- Una señora estupenda (1967)
- El hombre de Río Malo (1971)
- El desafío de Pancho Villa (1972)
- No quiero perder la honra (1975)
- Aquella casa en las afueras (1980)

### Dirección
- Hipnosis (1962)
- El precio de un hombre (1966)
- Réquiem para el gringo (1968)
- La vida sigue igual (1969, protagonizada por Julio Iglesias)
- Las Leandras (1969)
- Una vela para el diablo (1973)
- Pánico en el Transiberiano (1973)
- La chica del Molino Rojo (1973, protagonizada por Marisol)
- Call girl: la vida privada de una señorita bien (1976)
- La sal de la vida (1995)

### Guion
- Cervantes. (1980, dirección: Alfonso Ungría).

### Televisión
Eugenio Martín dirigió las siguientes series televisivas:
- Juanita, la Larga (1982)
- Vísperas (1985).

## Premios
Medallas del Círculo de Escritores Cinematográficos
| Año  | Categoría          | Película                  | Resultado |
| ---- | ------------------ | ------------------------- | --------- |
| 1955 | Mejor cortometraje | Viaje romántico a Granada | Mención   |

Festival Internacional de Cine de San Sebastián
| Año  | Categoría          | Película                  | Resultado |
| ---- | ------------------ | ------------------------- | --------- |
| 1956 | Mejor cortometraje | Viaje romántico a Granada | Ganador   |